# (8315) Бацзинь
(8315) Бацзинь, 1997 WA22 (кит. 巴金) — небольшой астероид главного пояса, который был открыт 25 ноября 1997 года китайской программой BAO SCAP, работавшей на наблюдательной станции Синлун и 28 июля 1999 года назван в честь китайского писателя и переводчика Ба Цзиня.